# Eusterinx laevipleuris
Eusterinx laevipleuris là một loài tò vò trong họ Ichneumonidae.